# تروندلاغ
تروندلاغ (بالنرويجية: Trøndelag) هي منطقة جغرافية في وسط النرويج، وتتألف من مقاطعتين هما: نور تروندلاغ (شَمال) وسور تروندلاغ (جنوب)، ولقد تم توحيدهما اعتباراً من 1 يناير 2018 - بناءاً على تصويت لمجلسي المقاطعتين. تُعَد المنطقة - ومعها موره ورومسدال - جزءا من تقسيم إداري أكبر يُسمّى وسط النرويج.

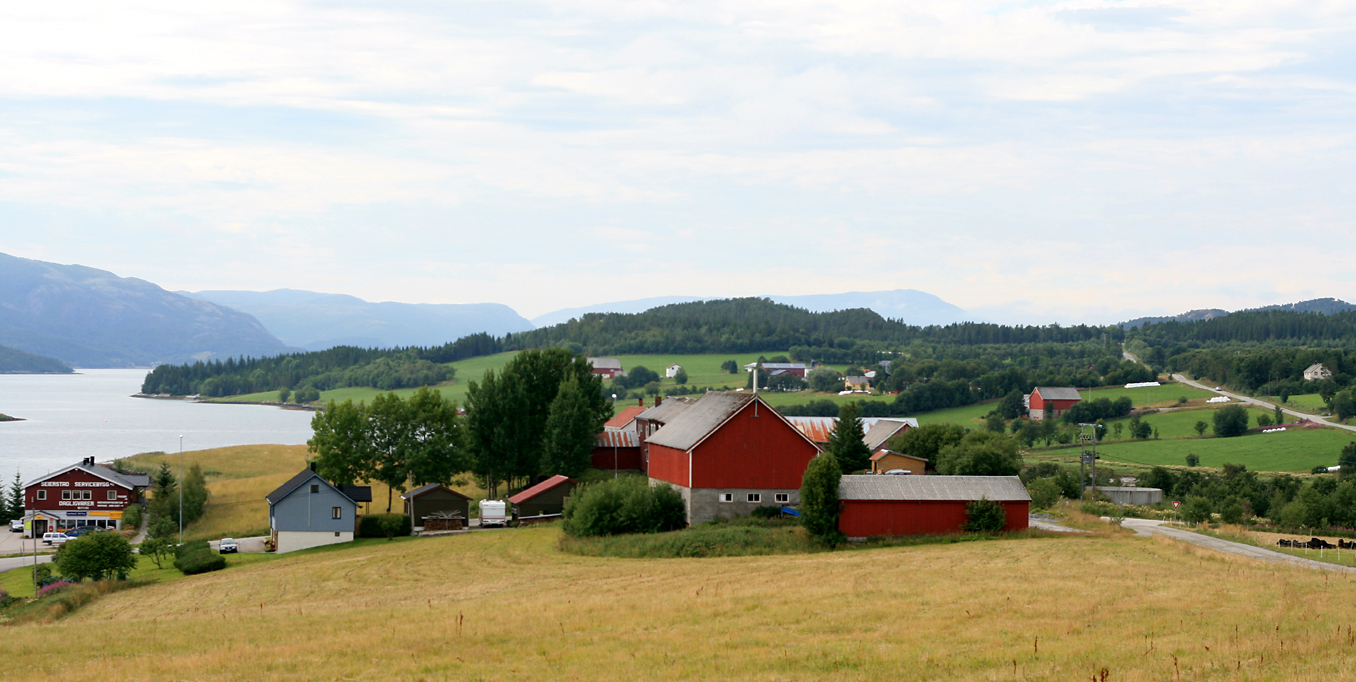
تصوير الطبيعة في تروندلاغ

يُطلق لفظ تروندَر (Trønder) على مَن ينتسب إلى تروندلاغ. وأكبر مُدُنها تروندهايم، وهي العاصمة غير الرسمية لتروندلاغ، وأول عاصمة للنرويج. تتميز لهجة المنطقة بظاهرة صوتية تُسمى الجَزم، أي إسقاط معظم أصوات العلة في نهاية الكلمة.